# Bernoardo di Hildesheim
Bernoardo di Hildesheim, o  Bernwardo (950 o 960 circa – 20 novembre 1022), è stato vescovo di Hildesheim dal 993 alla morte. È venerato come santo dalla Chiesa cattolica.

## Biografia
Nato intorno al 950 (o al 960), Bernoardo era figlio del conte palatino di Sassonia Teodorico, esponente di una nobile famiglia sassone. Il suo nome, attestato come Berenward o Bernward e in latino come Bernvardus, è composto dagli elementi germanici bern ("orso") e ward (o vard, "guardiano"). Rimasto orfano in giovane età, venne nominato suo tutore lo zio materno, il vescovo di Utrecht Folcmaro, che affidò la sua educazione alla scuola cattedrale di Hildesheim sotto la guida di Tangmaro. Successivamente, quest'ultimo sarà redattore di una biografia di Bernoardo, iniziata quando il santo era ancora in vita. Nel 987 fu impegnato come autore e scriba di diplomi imperiali alla corte dell'imperatrice reggente Teofano. Nel 987 (o 988), divenne precettore del giovane Ottone III.
Il 15 gennaio 993, consacrato vescovo, prese la guida della diocesi di Hildesheim. Tra il 1000 e il 1001, a seguito del conflitto sorto tra lui e il vescovo di Magonza Villigiso, per la giurisdizione del monastero di Gandersheim, si recò a Roma, dove venne indetto un concilio per dirimere la questione. Nel 1001 si recò a Pavia, poi a Vercelli e infine, a San Maurizio d'Agauno. Nel 1003 Enrico II fece visita a Hildesheim. Per l'imperatore, Bernoardo attuò nel 1007 una missione diplomatica nelle Fiandre, passando, di ritorno a Hildesheim, da Saint-Denis, Tours e Parigi.
Tornato a Hildesheim, decise la fondazione di una nuova cattedrale annessa al convento di San Michele, ponendone la prima pietra nel 1010. Per gli arredi e i libri del nuovo complesso, eseguiti in officine e scriptoria attive ad Hildesheim sotto la sua direzione, si avvalse per lo più di pittori locali. Sempre per la cattedrale fece realizzare una porta (la cosiddetta "porta di Bernoardo") ed una colonna trionfale di Cristo, entrambe in bronzo, con rappresentate storie della Redenzione, riflesso delle ambizioni imperiali della regione e della spiritualità personale di san Bernoardo.
Morì il 20 novembre 1022, dopo aver visto la consacrazione della basilica di San Michele il 29 settembre dello stesso anno. Venne canonizzato il 19 dicembre 1192 da papa Celestino III. San Michele e la cattedrale di Santa Maria con i bronzi bernoardeschi fanno parte dal 1985 dei Patrimoni dell'umanità indicati dall'UNESCO.

## Le committenze
In epoca ottoniana si assiste ad un fiorire, oltre che dei monasteri, anche di alcune sedi vescovili, su interessamento di alcuni prelati (come Gerone di Colonia, Egberto di Treviri, Villigiso di Magonza, Adalberone di Metz, Notker di Liegi, Mainwerk di Paderborn). Tra questi, Bernoardo ebbe il merito di fare scelte non sempre convenzionali, risultando il più originale e raffinato.
Mentre sufficienti sono le informazioni su Bernoardo, non altrettanto numerose sono le notizie sugli artigiani al servizio suo e degli altri prelati dello stesso periodo: alcuni testi e dediche contenuti nei manoscritti fabbricati nell'abbazia sull'isola di Reichenau (sul lago di Costanza) trasmettono ai posteri i nomi di Anno, Eburnant, Ruodprecht e Liuthar, ma non traspare con chiarezza se essi siano stati attivi come scribi o miniatori, tant'è che le due figure più rappresentative dell'epoca vengono indicati come il Maestro tedesco (intagliatore d'avorio) e il Maestro del Registrum Gregorii (miniatore), attivi entrambi alle dipendenze di Egberto tra il 977 e il 993. L'orazionale Reichenauesco, conservato oggi nella biblioteca del Duomo di Hildesheim (Hs 688), probabilmente era committenza di Enrico II e donazione per Bernoardo e il Duomo di Hildesheim, che il futuro imperatore visitava per seconda volta nel 1013. 

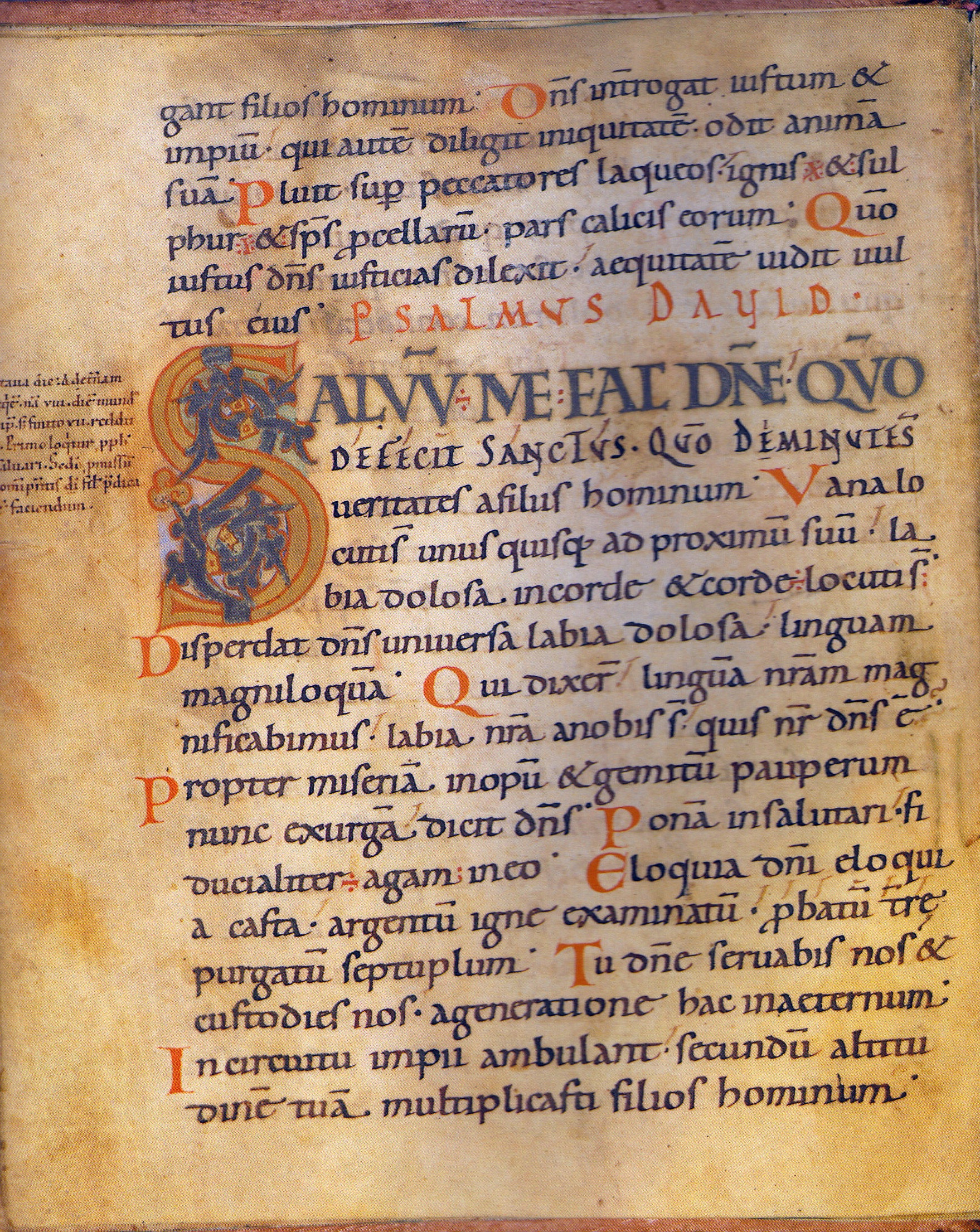
Il salterio di Guntbald

Mentre Enrico II, impegnato nell'istituzione dell'arcidiocesi di Bamberga, sfruttò l'opera di diverse officine dell'impero, Bernoardo preferì fare riferimento ad officine di Hildesheim, il che gli permise di dirigere personalmente i lavori. Le iscrizioni presenti sulle opere legate alla chiesa abbaziale di Hildesheim fanno espresso riferimento al suo ruolo di committente.
Del 1011 è un evangeliario realizzato dallo scriba e miniatore Guntbald, chiamato da Ratisbona (al folio 270 recto è l'iscrizione «Hunc Berwardus codicem conscribere feci», cioè "Questo codice l'ho fatto scrivere io, Bernoardo"). Di poco posteriori sono le porte in bronzo della cattedrale. Su di esse è un'iscrizione commemorativa che indica che nel 1015 Bernwardus episcopus [...] feci suspendi, cioè "le fece collocare". Più o meno dello stesso periodo è il cosiddetto "Prezioso Evangeliario": in esso, accanto alle iscrizioni dedicatorie sulla legatura e all'interno del manoscritto, si ripete (folio 231 verso) la stessa iscrizione presente nell'evangeliario di Guntbald. Prima del 1022 deve collocarsi una coppia di candelabri, ciascuno con un'iscrizione che attesta che Bernoardo condelabrum hoc conflare iubebat, cioè "ordinò di fondere". Tra il 1007 e il 1022 si colloca la commissione di una grande croce d'argento dorato, con sul verso l'iscrizione «Il vescovo Bernoardo ha fatto questo» (da intendersi come "ha fatto fare questo").
Alla committenza di Bernoardo è da riferire anche una Bibbia offerta a san Michele, l'unica Bibbia ottoniana che sia giunta fino ad oggi. È conservata al Dom-Museum di Hildesheim.

## LaVita del vescovo Bernoardodi Tangmaro
La biografia, iniziata, come detto, quando il vescovo era ancora in vita, è suddivisa in capitoli. Il più antico esemplare dell'opera è conservato ad Hannover (al Niedersächsisches Hauptstaatsarchiv). Questo esemplare di lusso fu realizzato dai monaci di Hildesheim intorno alla seconda metà del XII secolo, quando si profilò la possibilità della canonizzazione di Bernoardo (avvenuta ad opera di papa Celestino III il 19 dicembre 1192).
La veridicità dei fatti narrati nella Vita è accettata con molte riserve dagli storici. L'attività di Bernoardo legata alle committenze artistiche è concentrata nei capitoli 1-11 e 47-51. Si pensa che tali passi potrebbero essere rielaborazioni successive o addirittura interpolazioni. In entrambi i casi, ne sarebbero responsabili i monaci di san Michele, intenti a promuovere la canonizzazione del vescovo.

## Genealogia episcopale e successione apostolica
La genealogia episcopale è:
- Arcivescovo Villigiso di Magonza
- Vescovo Bernoardo di Hildesheim

La successione apostolica è:
- Arcivescovo Erchanbald di Magonza (1011)